# 후이 코스타
후이 마누에우 세자르 코스타(포르투갈어: Rui Manuel César Costa, 1972년 3월 29일, 포르투갈 리스본 ~ )는 포르투갈의 은퇴한 축구선수다. 그는 선수 시절에 공격형 미드필더로 뛰었으나 중앙 미드필더, 수비형 미드필더(딥-라잉 플레이메이커)까지 소화해내는 유능한 능력을 가지고 있었다.
이로 인해 그는 포르투갈 최고의 플레이메이커로, 일반적으로 전대미문의 마에스트로로 여겨진다. 그는 등번호 10번을 달고, 공격형 미드필더로서의 최고의 기량을 뽐내며, 포르투갈 최고의 선수 중 하나로 기억되었다.

## 수상 경력

### 클럽
- 컵 오브 이탈리아 (1993)
- 포르투갈 1부 리그 (1994)
- 이탈리아 슈퍼컵 (1996)
- 코파 이탈리아 (2003)
- UEFA 슈퍼컵 (2003)
- UEFA 챔피언스리그 (2003)
- 세리에 ABC (2004)

### 국가대표팀
- FIFA 세계 청소년 축구 선수권 대회 : 1989, 1991
- UEFA 유럽 축구 선수권 대회 준우승 : 2004

### 개인
- FIFA 100
- 벤피카 올해의 선수상
- 포르투갈리그 최우수선수
- 포르투갈리그 베스트11
- 포르투갈리그 도움왕
- 피오렌티나 올해의 선수상
- 세리에a 올해의팀